# Proxima Centauri b
Proxima Centauri b (também conhecido como Proxima b) é um exoplaneta que está orbitando dentro da zona habitável da estrela anã vermelha Proxima Centauri, a estrela mais próxima do Sol. Ele está localizado a cerca de 4,2 anos-luz (1,3 parsecs, ou cerca de 40 trilhões de km) de distância da Terra, na constelação de Centaurus. Seu período orbital é de aproximadamente 11 dias. É o exoplaneta conhecido mais próximo do Sistema Solar, bem como o exoplaneta potencialmente habitável conhecido mais próximo.
O planeta foi encontrado usando o método de velocidade radial, onde os movimentos periódicos de raia espectral de Doppler da estrela hospedeira indicaram um objeto em órbita. Essas medições foram feitas usando dois espectrógrafos, o HARPS no Observatório La Silla e o UVES sobre o Very Large Telescope de 8 metros. A primeira indicação de um planeta foi encontrada em 2013. A velocidade radial de pico da estrela hospedeira combinada com o período orbital permitiram que a massa mínima do exoplaneta a ser calculada, sendo esta pelo menos 30% superior que a da Terra. Proxima Centauri b está se aproximando e se afastando da Terra a cerca de 5 km/h (3 mph).
Devido a grande proximidade de sua estrela e ao fenômeno de acoplamento de maré, é provável que este planeta possua sempre a mesma face voltada para a estrela. Estima-se que o mesmo sofra de uma incidência maior de raios x e radiação ultravioleta quando comparado a Terra. Estes fenômenos dificultam mas não necessariamente impossibilitam o desenvolvimento de possíveis formas de vida neste corpo celeste.
Proxima b é o exoplaneta com maior Índice de Similaridade com a Terra já descoberto orbitando a zona habitável conservativa (Earth Similarity Index ou ESI: 0,87).

## Características

### Propriedades planetárias

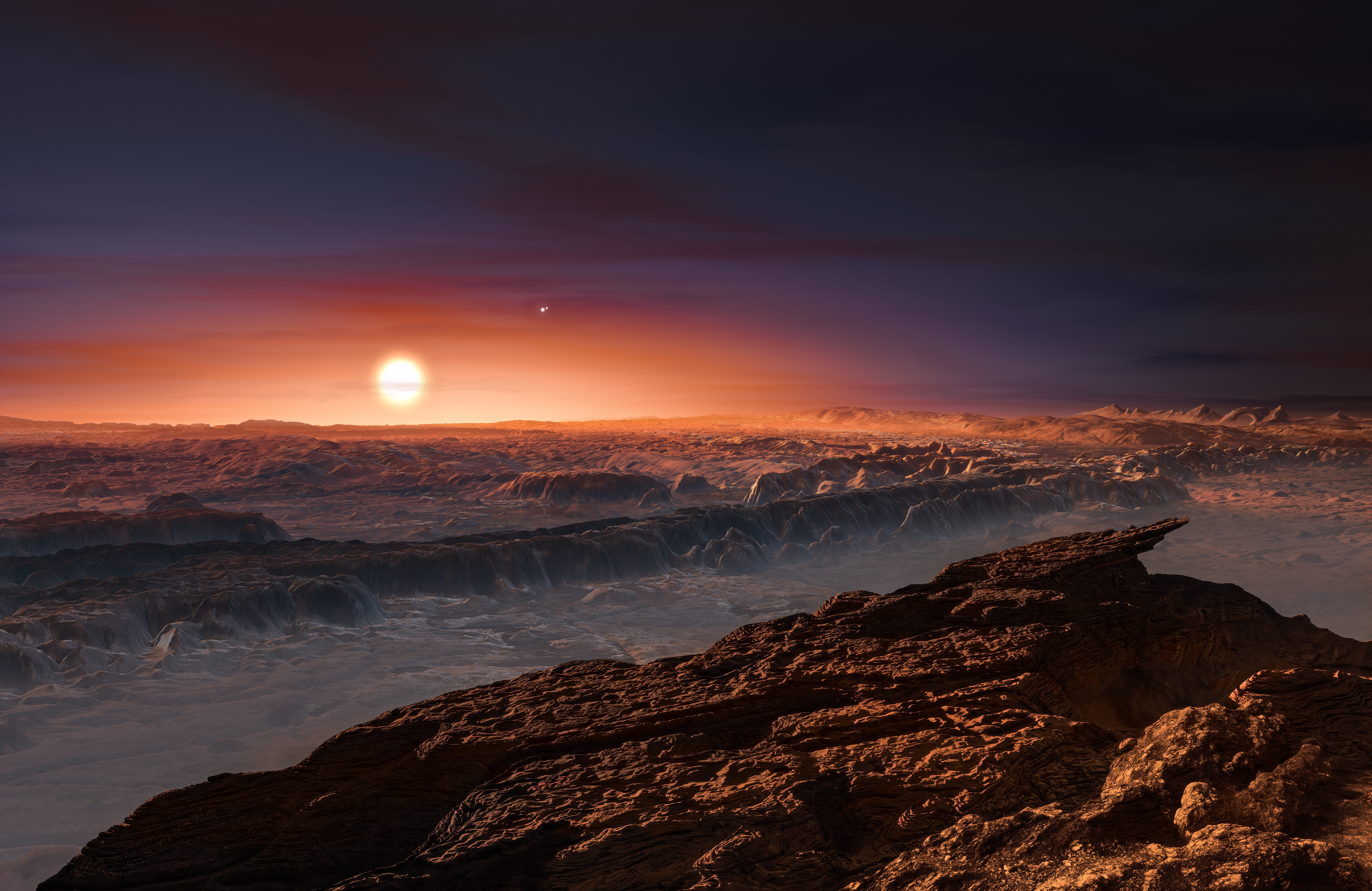
Concepção de artista da superfície de Proxima Centauri b, descrito como um planeta semelhante à Terra

A inclinação aparente da órbita de Proxima b ainda não foi medida. A massa mínima de Proxima b é de 1,27 M⊕ (Massas terrestres), que poderia ser sua real massa se sua órbita fosse observada de frente, produzido o desvio Doppler máximo. Assim que sua inclinação orbital for descoberta, sua massa será calculável. Com órbitas mais inclinadas, são implicadas massas maiores, com 90% das orientações possíveis sendo menores que 3 M⊕. Se o planeta tem uma composição rochosa e uma densidade igual a da Terra, então seu raio deve ser de no mínimo 1,1 R⊕ (Raios terrestres). Seu raio pode ser maior se tiver uma menor densidade, ou uma massa maior do que a da Terra. O planeta tem uma temperatura de equilíbrio de -39 C° (234 K ou -38 F°). Isso o põe na zona habitável da sua estrela.

### Estrela Aparente
Proxima b orbita uma anã vermelha (Tipo-M) chamada Proxima Centauri. A estrela tem a massa de 0,12 M☉ (Massas solares) e um raio de 0,14 R☉ (Raios solares). Tem uma temperatura superficial de 3 024 K e tem 4,85 bilhões de anos de idade. Proxima Centauri faz o movimento de rotação a cada 83 dias terrestres, e tem uma luminosidade de aproximadamente 0,0015 L☉ (Luminosidade Solar). A estrela é bem rica em metais, considerado anormal em estrelas de pouca massa como Próxima. A quantidade de metais [Fe/H] encontrada nela é de 0,21, ou 1,62 vezes a quantidade encontrada na atmosfera solar.

### Órbita
Proxima Centauri b orbita sua estrela a cada 11,186 dias terrestres, em um eixo-maior de aproximadamente 0,05 UA (7 000 000/sete milhões de km), o que significa que a distância entre o planeta e a estrela é de aproximadamente um-vinte avos da distância entre a Terra e o Sol. De maneira comparativa, Mercúrio, o planeta mais próximo do Sol, tem um eixo-maior de 0,39 UA. Proxima b recebe 65% do fluxo solar que a Terra recebe, contudo, devido a sua órbita e tipo de estrela, ele recebe 400 vezes mais fluxo de raios-x que a Terra recebe.

## Formação
É improvável que Proxima Centauri b tenha se formado originalmente em sua órbita atual, pois os modelos de disco para pequenas estrelas como Proxima Centauri conteriam menos de uma massa da Terra M⊕ de matéria dentro da UA central no momento de sua formação. Isso implica que ou Proxima Centauri b foi formado em outro lugar de uma maneira ainda a ser determinada, ou os modelos de disco atuais para a formação estelar precisam de revisão.

## Diagramas
- Uma comparação de tamanho angular de como Proxima aparecerá no céu visto de Proxima b, em comparação com como o Sol aparecerá em nosso céu na Terra. Proxima é muito menor que o Sol, mas Proxima b está muito perto de sua estrela.
- Os tamanhos relativos de vários objetos, incluindo as três estrelas do sistema triplo Alpha Centauri e algumas outras estrelas cujos tamanhos angulares também foram medidos. O Sol e Júpiter também são mostrados para comparação.
- Este gráfico mostra a grande constelação meridional de Centaurus (o Centauro) e mostra a maioria das estrelas visíveis a olho nu em uma noite clara e escura. A localização da estrela mais próxima do Sistema Solar, Proxima Centauri, é marcada com um círculo vermelho. Proxima Centauri é muito fraco para ver a olho nu, mas pode ser encontrado usando um pequeno telescópio.
- Esta imagem combina uma visão dos céus do sul sobre o telescópio ESO de 3,6 metros no Observatório La Silla no Chile com imagens das estrelas Proxima Centauri (embaixo à direita) e da estrela dupla Alpha Centauri AB (embaixo à esquerda) da NASA / ESA Hubble Space Telescope. Proxima Centauri é a estrela mais próxima do Sistema Solar e é orbitada pelo planeta Proxima b.

### Videos
- Uma simulação numérica de possíveis temperaturas de superfície em Proxima b realizada com o Modelo de Clima Global Planetário do Laboratoire de Météorologie Dynamique. Aqui, é hipotetizado que o planeta possui uma atmosfera semelhante à da Terra e que está coberto por um oceano (a linha tracejada é a fronteira entre a superfície oceânica líquida e gelada). Dois modelos foram produzidos para a rotação do planeta. Aqui, o planeta está em uma chamada ressonância 3:2 (uma frequência natural para a órbita), e é visto como um observador distante faria durante uma órbita completa.
- Uma simulação numérica de possíveis temperaturas de superfície. Aqui, é hipotetizado que o planeta possui uma atmosfera semelhante à da Terra e que está coberto por um oceano (a linha tracejada é a fronteira entre a superfície oceânica líquida e gelada). Aqui, o planeta está em rotação sincronizada (como a Lua ao redor da Terra) e é visto como um observador distante faria durante uma órbita completa.